# Maria Helena Dá Mesquita
Maria Helena Dá Mesquita (Lisboa, 19 de Julho de 1933 — Lisboa, 21 de Março de 2022), foi uma professora e crítica teatral portuguesa.

## Biografia
Nasceu em 19 de Julho de 1933, e em Julho de 1951 terminou os estudos secundários, tendo ficado dispensada do exame de aptidão para entrada na universidade. Frequentou a Faculdade de Letras da Universidade de Lisboa, onde concluiu uma licenciatura em Filologia Germânica e tirou o curso de ciências pedagógicas.
Foi professora, tendo feito vários estágios em diversos países, e de 1968 a 1975 trabalhou no Instituto de Meios de Audiovisual em regime de comissão de serviço, onde foi responsável pelo desenvolvimento de experiências pedagógicas ligadas à promoção teatral. Desta forma, participou na realização de filmes e na encenação de peças de teatro em conjunto com os alunos, tendo sido interpretadas obras de vários autores internacionais, como John Steinbeck, Charles Dickens e William Shakespeare. Por exemplo, no ano lectivo de 1968 a 1969, Maria Helena Dá Mesquita e Carmen Gonzalez encenaram a peça A excepção e a regra, com estudantes do Liceu Padre António Vieira, que foi organizada como parte dos programas de Ocupação dos Tempos Livres da Mocidade Portuguesa.
Em 1968 iniciou a sua carreira como crítica teatral, tendo provavelmente sido a primeira mulher em território nacional a exercer esta função. Escreveu para os jornais Notícias da Tarde, O Diário e  A Capital. O seu afastamento do periódico A Capital, em 1988, causou uma polémica entre o Conselho de Informação para a Imprensa e a redacção do jornal, tendo o Conselho pedido esclarecimentos sobre a decisão de afastar Helena Dá Mesquita, enquanto que a redacção do jornal respondeu que «as colaborações nunca tiveram carácter vitalício», tendo comentado que «não ser da competência deste conselho pronunciar-se sobre tal questão», e que estava a assistir com «apreensão que o Conselho de Imprensa está a desviar-se das funções que lhe são cometidas pela legislação em vigor». Destacou-se pelas seus textos sobre teatro, onde além das críticas sobre as peças em si também ofereceu uma análise mais profunda dos autores e da evolução da arte. Por exemplo, no seu artigo sobre a peça Abel, Abel, de Augusto Sobral, de 1984, comentou que «é uma peça sobre problemas colectivos e individuais; é uma das obras universais da dramaturgia portuguesa. Augusto Sobral refere no programa que ‘chegou a vir nos jornais que os dramaturgos são uma espécie em vias de extinção’. Quem tal escreveu não conhece os dramaturgos contemporâneos, quem tal escreveu não sabe, nem sonha, como é fulgurante a trajectória em ascensão de um autor como Augusto Sobral». Os seus artigos também constitutem testemunhos de figuras célebres e momentos marcantes do ambiente teatral nacional, tendo por exemplo descrito a sessão inaugural do Teatro Maria Matos, em 22 de Outubro de 1969: «Igrejas Caeiro, emocionado, fez a apresentação dos colegas, pediu palmas para quem construiu a sala de espectáculos e chamou Luís de Oliveira Guimarães que, na presença de Maria Helena, filha da gloriosa actriz, fez o elogio a Maria Matos. Traçou a sua biografia através de anedotas destinadas a ilustrar a personalidade da artista [...] A sala escureceu. Um retrato iluminou o palco e a voz acentuadamente beiroa de Mestre Aquilino falou da sua vida e obra com a modéstia e o espírito liberal que o caracterizavam. Do que disse, um aviso ficou a ressoar bem nítido: Cultivem a inquietação!». Além da crítica, também chegou a colaborar nalgumas peças de teatro e de ensino.
Foi um dos membros fundadores da Associação Portuguesa de Críticos de Teatro, em 1984. Também foi co-fundadora da Escola de Leitura e Escrita, em conjunto com Fernanda Lapa, tendo dirigido aquela associação durante mais de quinze anos. Esteve integrada na Associação Portuguesa de Escritores, onde foi responsável pelo programa Escola de Leitura e Escrita. Em 23 de Março de 1973, fez parte do júri para a atribuição dos Prémios Bordalo de 1971. Em 2020 doou a sua biblioteca e arquivo ao Centro de História de Arte e Investigação Artística da Universidade de Évora.
Faleceu em 21 de Março de 2022, aos 88 anos de idade, no Hospital de Jesus, em Lisboa.